# CoB-CoMヘテロジスルフィドレダクターゼ
CoB-CoMヘテロジスルフィドレダクターゼ（CoB--CoM heterodisulfide reductase）は、葉酸生合成酵素の一つで、次の化学反応を触媒する酸化還元酵素である。
CoB + CoM + メタノフェナジン {\displaystyle \rightleftharpoons } CoM-S-S-CoB + ジヒドロメタノフェナジン
反応式の通り、この酵素の基質はCoBとCoMとメタノフェナジン、生成物はCoM-S-S-CoBとジヒドロメタノフェナジンである。
組織名はcoenzyme B:coenzyme M:methanophenazine oxidoreductaseで、別名にheterodisulfide reductase、soluble heterodisulfide reductaseがある。